# Soif d'amour
Pour plus de détails, voir Fiche technique et Distribution.
Soif d'amour (Fome de amor) est un film brésilien, sorti en 1968. C'est l'adaptation du roman História para Se Ouvir de Noite écrit par Guilherme Figueiredo. Le film fait partie de la sélection officielle de la Berlinale 1968.

## Fiche technique
- Titre original : Fome de amor
- Titre français : Soif d'amour
- Réalisation : Nelson Pereira dos Santos
- Scénario : Nelson Pereira dos Santos d'après Guilherme Figueiredo
- Pays d'origine : Brésil
- Format : Couleurs - 35 mm - Mono
- Genre : drame
- Durée : 73 minutes
- Date de sortie : 1968

## Distribution
- Arduíno Colassanti : Felipe
- Leila Diniz : Ulla
- Paulo Porto : Alfredo
- Irene Stefânia : Mariana